# (7076) 1980 UC
(7076) 1980 UC (1980 UC, 1986 WA2) — астероїд головного поясу.
Тіссеранів параметр щодо Юпітера — 3.170.